# Masai Mara
La riserva faunistica di Masai Mara (o Maasai Mara), in inglese Masai Mara Game Reserve o Maasai Mara National Reserve, è una grande riserva naturale situata nella parte sudoccidentale del Kenya. Il nome della riserva deriva dal nome del popolo Masai (che abita varie zone nella pianura di Serengeti) e del fiume Mara. È stata fonte d'ispirazione per il lungometraggio della Disney Il re leone e la successiva produzione teatrale. 
La riserva, istituita nel 1961, non è protetta come parco nazionale, ma come riserva faunistica (game reserve); di conseguenza non viene amministrata dal Kenya Wildlife Service (l'istituzione governativa di protezione dell'ambiente) ma dalle autorità distrettuali locali. I biglietti d'ingresso al Masai Mara (come agli altri parchi nazionali) costituiscono un'importante fonte di reddito per il Kenya; il biglietto d'ingresso nel 2004 costava 30 dollari americani. All'interno del parco non mancano strutture ricettive, dai confortevoli lodge ai campi tendati.
La superficie del Masai Mara è di 1500 km². L'intera area è attraversata dalla Grande Rift Valley che unisce il Mar Mediterraneo al Mozambico centrale. L'habitat più rappresentato è quello della prateria africana o savana, punteggiata dalle tipiche acacie nella zona sudorientale. La maggior parte della fauna è concentrata sul bordo occidentale, dove la pianura paludosa è ricca d'acqua e meno frequentata dai turisti, che si concentrano nella zona orientale, a circa 224 chilometri da Nairobi.

## Ecosistema
La riserva è confinante con il Parco nazionale del Serengeti in Tanzania, con il quale forma un unico ecosistema.  La riserva è nota per l'eccezionale concentrazione di fauna e per la celebre Grande migrazione di gnu e zebre che ha luogo in aprile-maggio.

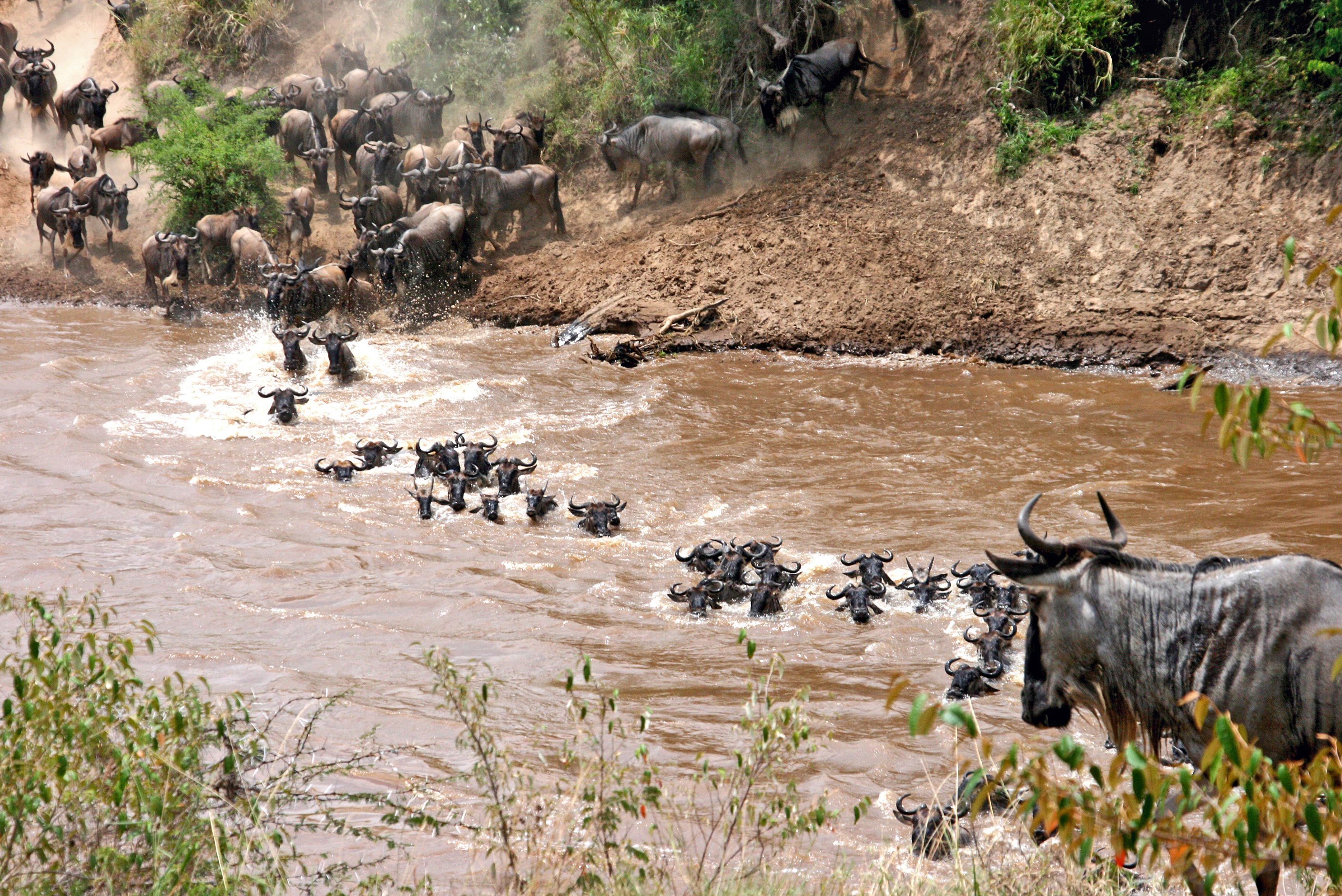
Migrazione di gnu nel Masai Mara

L'icona più nota del Masai Mara è probabilmente l'immagine del leone, di cui si trovano grandi branchi; nel parco sono comunque presenti tutti i cosiddetti Big Five, sebbene la popolazione di rinoceronti neri sia in serio pericolo, (nel 2000 si stimava la presenza di appena 37 esemplari). Gli ippopotami sono numerosi nel fiume Mara e nel fiume Talek. I ghepardi sono anch'essi presenti, ma anch'essi sono considerati in pericolo, forse anche a causa del disturbo che i turisti causano alla loro attività di caccia diurna.
Come nel Parco del Serengeti, gli gnu sono i principali abitanti (milioni di esemplari). Essi migrano dal Serengeti al Masai Mara in primavera e viceversa in autunno. Numerose sono anche altre specie di antilopi, in particolare la gazzella di Thomson e la gazzella di Grant, gli impala e altre. Grandi branchi di zebre si trovano ovunque nella riserva. Nella pianura abitano anche giraffe Masai. L'avifauna comprende centinaia di specie.
Nel parco lavorano numerose unità anti-bracconaggio che pattugliano le zone non frequentate dai turisti.